# 周淑怡
周淑怡（1994年10月31日—），中華人民共和國上海市人，前Lunar少女偶像组合成员、游戏风云解说，现为英雄联盟官方解说和斗鱼主播。

## 早期经历
周淑怡于1994年10月31日出生于上海市。周淑怡初中时喜爱电子游戏，中专二年级时半工半读，选择到上海一间桌游主题的日式女仆咖啡厅打工，时年16到17岁。

## 女团生涯
2011年，周淑怡和共同在女仆咖啡厅打工的年轻女孩一起，加入新组建的Lunar少女偶像组合，团体名称以Luna女仆咖啡屋名字命名。周淑怡在女团中艺名Mikuya，是团内的帅气担当，应援色紫色。2014年8月9日，周淑怡在Lunar女团梦想的印记演唱会中宣布退出Lunar，专心于游戏主持工作。

## 进入电竞圈
Lunar女团曾和游戏风云频道合作拍摄过部分电视节目，而周淑怡热爱游戏，因此在合作过程中受到游戏风云的注意，加上原游戏风云的女主持雪妍离台，女主持出现空缺，周淑怡因此进入游戏风云频道，并通过面试，成为该频道节目主持人，并接拍过多支游戏广告，从此小有名气。除此之外，周淑怡也承担过DOTA2、英雄联盟甲级联赛与冠军联赛等游戏赛事的解说工作，最终在苏小妍离开LPL后，成为LPL联赛的官方解说员之一。

## 成为游戏主播
2017年2月，周淑怡签约熊猫直播，正式开始直播生涯。2018年1月31日，斗鱼宣布正式签约周淑怡。2月2日，周淑怡在斗鱼首播，当年入选斗鱼2018鱼乐盛典十大巅峰主播。其直播事业在2019年得到快速发展，被部分粉丝称作斗鱼英雄联盟板块的“一姐”。

## 音乐作品
| 年份 | 作品名     | 详情              |
| ---- | ---------- | ----------------- |
| 2019 | 不太大的梦 | 主唱              |
| 2019 | 恋爱星球   | 女声部分          |
| 2019 | C位姐妹    | 歌曲中D部分演唱者 |

## 影视作品
| 年份 | 作品名               | 详情           |
| ---- | -------------------- | -------------- |
| 2016 | 七煌五狼黑之神机秘策 | 周淑怡 饰 飞花 |

## 恋情争议
2023年9月7日，爆料账号摄影刘大锤在微博和快手上爆料PG One正在与周淑怡交往，随后周淑怡在爆料后的直播里默认了这件事，并且怒怼批评她的粉丝：“让你妈给你cos小璐去”。这导致大批带牌子的铁粉脱粉，粉丝表示：“毕竟谁也不愿意粉一个三观不正的主播，给她刷的钱都会变成打向缉毒警的子弹。”不久后周淑怡道歉：“我现在的状态是单身。”